# عبد الرحمن بن حافظ
الشيخ عبد الرحمن بن محمد بن عبد الله بن حافظ (1886 م ــ 1953 م)،  رجل دين وإمام مسجد إماراتي ولد في دبي.

## حياته
ولد الشيخ عبد الرحمن في عهد الشيخ مكتوم بن حشر ال مكتوم الذي عينه اماما يصلي بالناس في أحد مساجد الشندغة. تربى الشيخ عبد الرحمن في كنف والده الشيخ محمد بن حافظ ودرس على يدية ثم ذهب إلى مكة ليتتلمذ على يد الشيخ عابد وعاد إلى دبي ليكرمه الشيخ سعيد بن مكتوم حاكم دبي آنذاك فيعينه مستشارا قضائيا ومفتياً للدولة واستمر الشيخ في هذا المنصب بالاضافه إلى تدريس المعلمين بالمدرسة الاحمدية أصول العلوم الفقهية على نهج الاشعرية السنية.
تولى التدريس وإمامة مسجد التاجر المعروف محمد علي بدري الذي اقام مسجدا كبيرا امام برج نايف وكان ثاني أكبر مسجد في ديرة بعد مسجد الشيخ ناصر بن لوتاه. أيضا كان الشيخ من كبار الرواد التعليم في دولة الإمارات العربية المتحدة وإمارة دبي بصفة خاصة.
عُين في عام 1927 م كأول مدير لمدرسة الفلاح  والتي تأسست على يد الشيخ محمد علي رضا زينل في مدينة دبي وهي نواة التعليم النظامي في الإمارات، وصرف عليها من حرّ ماله، وجعل التعليم بها مجاني. ألحقها بفروع في مكة 1909 م، ثم في البحرين وبومباي وحضرموت. وتُعرف مدارس الفلاح بأنها من أخرج الجيل الذهبي من الأدباء والشعراء. ثم انتقل  الشيخ عبد الرحمن بن حافظ  إلى المدرسة الأحمدية.

الشيخ احمد بن الشيخ عبد الرحمن بن حافظ من كبار رواد التعليم في الستينيات من القرن الماضي في دبى

## الشيخ عبد الرحمن والمدرسة الأحمدية
اتقل الشيخ عبد الرحمن إلى المدرسة الأحمدية في ديرة مُدرساً ثم مديراً، ودّرَس الشيخ عبد الرحمن بن حافظ في هذه الفترة في الدور العلوي بجانب الأساتذة الزبيريين، وكانت له فيها حجرة خاصة بمثابة مكتبة خاصة يطالع فيها كتبه وأوراقه. وكان يقوم بتدريس الطلبة المواد الدينية التالية: حديث، التفسير، الفقه، السيرة، وغير ذلك من العلوم الشرعية، وذلك فيما يروي عنه ابنه الشيخ احمد بن عبد الرحمن بن حافظ رفيق درب الشيخ عبد الرحيم المريد في نظم المالد.
والشيخ محمد بن يوسف الشيباني، ويُرجح بأنه بدأ عمله في تدريس الطلبة بالأحمدية في ذلك الوقت الذي بدأ فيه آل مبارك مهمتم.

## استمراره في التدريس
استمر الشيخ عبد الرحمن بن حافظ في التدريس للطلبة المبتدئين إلى أن زادت أعباؤه وكثر الطلبة، وعلى أثر ذلك استقدم ابن دلموك الأساتذة الزبيريين في بداية الأربعينات هجرية لمساعدة الشيخ عبد الرحمن ابن حافظ، في مهمته التعليمية، حيث تخصص هو في تدريس المواد الدينية للطلبة، بينما قام الأساتذة الزبيريون بتدريس المواد الأخرى.

## مكتبة الشيخ عبد الرحمن بن حافظ
أسّس الشيخ عبد الرحمن بن حافظ مكتبة رائدة، تعد من أهم المكتبات وأكبرها في ذلك الوقت. وكان الشيخ عبد الرحمن من أشهر الرواد التعليم في دبي، وكان معلماً ثم مديراً للمدرسة الأحمدية التي تعد أول مدرسة تطويرية في إمارة دبي. وقد ساعدت الكتب القيمة التي كانت في مكتبة الشيخ عبد الرحمن في تأليف العديد من الكتب، ومن أهمها:
- كتاب:  طريق المتقين  وهو أول كتاب في تاريخ الإمارات
- كتاب:  خلاصة الفقه
- رسالة بعنوان  أسعد الصلوات على سيد السادات .

ولا تزال مكتبة الشيخ عبد الرحمن بن حافظ في منزل ابنه الشيخ أحمد في دبي في منطقة ديرة، وتحتوي على أكثر من 400 كتاب ومخطوطة، وبعض البحوث المخطوطة بيد الشيخ عبد الرحمن بن حافظ، ودفاتر معلومات، ومخطوطة تضم قصائد متنوعة لشعراء معروفين، والعديد من معاجم المعاني، وقواميس اللغات العربية والفرنسية والإنجليزية. وتضم المكتبة كذلك كتباً تهتم بعلم الفلك، إلى جانب كتاب نادر في الحساب عنوانه:  النفحات العباسية في المبادئ الحسابية ، الصادر عام 
1903 م، وكتاب آخر بعنوان  خلاصة الحساب ، الصادر عام 1908 م. 
كان الشيخ عبد الرحمن بن محمد بن حافظ محباً للمطالعة واقتناء الكتب، وكان يوصي أصدقاءه المسافرين إلى خارج الإمارات بأن يحضروا له ما يجدونه من الكتب خاصة من مكة المكرمة ومصر والهند، كما كان يبعث برسائل إلى معارفه لتزويده بما لديهم من كتب.
- تعد الكتب الباقية من مكتبة الشيخ عبد الرحمن بن حافظ قليلة جداً بعدما احترق الكثير منها في أثناء الحريق الذي وقع في منطقة ديرة في دبي، كما بقي الكثير من كتب الشيخ عبد الرحمن في منطقة الباطنة في سلطنة عمان عندما كان إماماً وخطيباً فيها حيث أمضى قرابة عشر سنوات حيث يرجع نسبه إلى منطقة الباطنة في عمان.[4]
- وكان « الشيخ عبد الرحمن بن حافظ » عالماً لغوياً وشاعراً مجيداً، ولكن مخطوطاته أُتلِفت وأتت عليها نيران الحرائق التي شبّت في بيته في فلج القبائل في منطقة الباطنة، بسلطنة عمان [4]، ولعلّ هناك كتباً من تأليفاته أتلفتها النيران، وضاعت علينا من جرائها ثروة علمية.[1]

- كان السيد هاشم الهاشمي الأديب وصاحب المجالس الطريفة يذكرنا ببيتين رائعين من الشعر قالهما الشيخ عبد الرحمن بن حافظ  ، وهو فيهما يصور طيراً مع إلفه فوق شجرة يتهأديان الهوى، ولكنهما ينفران ويغيبان وسط أوراق الشجر لما أبصرا شخصيهما في ماء الغدير تحت الشجرة، حيث ظناً أن أحداً يراقبهما، فأسرد الشيخ عبد الرحمن، قائلاً:

## القصيدة
- مطلع القصيدة

## وصلات خارجية
- الشيخ محمد علي رضا زينل
- المدرسة الأحمدية
- مدرسة الفلاح
- المدرسة السالمية
- مدرسة السعادة
- العلامة الشيخ محمد العبسي الأزهري اليماني
- الشيخ عبد الرحيم المريد
- الشيخ احمد بن عبد الرحمن بن حافظ
- الشيخ محمد نور سيف
- مدرسة الفلاح جدة